# جائزة داداساهيب فالك
جائزة داداساهيب فالك هي أعلى جائزة سينمائية أنشأتها وزارة الإعلام والإذاعة الهندية تقدم سنوياً في حفل توزيع جوائز السينما الوطنية من قبل إدارة المهرجانات السينمائية الهندية، لتكريم الفنانين «على مساهماتهم البارزة في نمو وتطوير السينما الهندية» ويتم اختيار الفائزين من قبل لجنة تتكون من شخصيات بارزة في صناعة السينما الهندية الوطنية.
تم تقديم الجائزة لأول مرة في عام 1969، من طرف الحكومة الهندية تكريما واحتفالا بمساهمات المخرج المعروف شعبياً باسم «أب السينما الهندية» دادساهب فالك (1870-1944) لعطاءاته في السينمائية. حيث يُعتبر أول من أخرج أول فيلم روائي طويل في الهند حمل عنوان راجا هريششاندرا عام (1913).
كانت أول ممثلة فازت بالجائزة هي الممثلة ديفيكا راني، التي تم تكريمها في حفل توزيع جوائز السينما الوطنية 17. فيما يعد الممثل بريثفيراج كابور أول فنان يفوز بالجائزة بعد وفاته ليتسلمها نيابة عنه ابنه الممثل السينمائي راج كابور في حفل توزيع جوائز السينما الوطنية 19 عام 1971، هذا الأخير الذي فاز أيضا بالجائزة عام 1987 في حفل توزيع جوائز السينما الوطنية 35
ومن أبرز الثنائيات الفائزين بالجائزة الأشقاء بوميرديدي ناراسيمها ريدي (1974) وبوميرديدي ناجي ريدي (1986)، الممثل راج كابور (1987) وشقيقه شاشي كابور (2014)، أسطورة الغناء الهندي لاتا مانغيشكار (1989) وشقيقتها آشا بهوسل (2000)، والمخرجين بالديف راج تشوبرا (1998) وشقيقه ياش تشوبرا (2001). ويعد آخر متلقٍ للجائزة الممثل والسياسي الراحل فينود خانا الذي تم تكريمه في حفل توزيع جوائز السينما الوطنية في نسخته 65.
اعتبارًا من عام 2016، أصبحت الأخيرة تشتمل على ميدالية سوارنا كمال أي ميدالية (اللوتس الذهبي) بالإضافة إلى جائزة نقدية قدرها مليون روبية هندية (15,000 دولار أمريكي).

## الفائزون
| سنة  | صورة         | الحائز (ة)                                      | نوع الصناعة السينمائية                  | ملاحظة |
| ---- | ------------ | ----------------------------------------------- | --------------------------------------- | --- |
| 1969 |              | ديفيكا راني                                     | · بوليوود                               | تلقب في الهند ب"السيدة الأولى للسينما الهندية"، ظهرت لأول مرة في فيلم الهندي كرمة عام (1933) الذي يعد أول فيلم هندي باللغة الإنجليزية وأول فيلم هندي يعرض قبلة على الشاشة. كما أسست أول شركة هندية عمومية محدودة للأفلام، هي بومباي توكيليس (Bombay Talkies) عام 1934. |
| 1970 | لاتوجد صورة  | بيرندراناث سيركار                               | · سينما غرب البنغال                     | يعتبر سيكار أحد رواد السينما الهندية، وأحد مؤسسي شركتي الإنتاج فيلمكرافت الدولية (International Filmcraft) والمسارح الجديدة (New Theatres). كما قام ببناء مسرحين للسينما في كلكتا، أحدهما لعرض الأفلام البنغالية والآخر للأفلام الهندية. |
| 1971 |              | بريثفيراج كابور                                 | · بوليوود                               | بدأ كابور مسيرته في التمثيل في السينما، حيث لعب دور البطولة في أول فيلم هندي ناطق عام 1931 من خلال فيلم عالم ارا. في عام 1944 أسس مسرح بريثفي (Prithvi Theatre) وهو مسرح متنقل "للترويج لمرحلة الإنتاج الهندية". |
| 1972 |              | بانكاج موليك                                    | · السينما البنغالية · بوليوود           | هو ملحن ومغني وممثل، بدأ مسيرته الفنية بتقديم موسيقى الخلفية من خلال عزف أوركسترا حية أثناء عرض الأفلام الصامتة. اشتهر ب "ماهيشاسورامارديني" (Mahishasuramardini)، وهي أغنية إذاعية ألّفت عام 1931. |
| 1973 |              | روبي مايرز معروفة أكثر باسمها الفني (Sulochana) | · بوليوود                               | كانت واحدة من الممثلات الأعلى أجرا في الهند آنذاك، عرفت باسم Sulochana خلال أول ظهور فني لها من خلال فيلم Veer Bala عام (1925) كما كانت تعتبر "أول رمز للإغراء في السينما الهندية". |
| 1974 | لا توجد صورة | بوميرديدي ناراسيمها ريدي                        | · سينما تيلوجو                          | يعد علامة بارزة في سينما التيلوجو بخمسة عشر فيلما في رصيده، كما يعد أول شخصية سينمائية هندية يتم تكريمها بشهادة الدكتوراه في الأدب وأول من حصل على وسام بادما بوشان ثالث أعلى جائزة مدنية في الهند. |
| 1975 |              | دهيريندرا ناث غانغولي                           | · السينما البنغالية                     | يعتبر غانغولي واحدا من مؤسسي صناعة السينما البنغالية، بدأ التمثيل لأول مرة في فيلم Bilat Ferat عام 1921. كما أسس ثلاث شركات إنتاج Indo British Film Company عام 1918، وLotus Film Company عام 1922 وBritish Dominion Films Studio عام 1929 لإخراج العديد من الأفلام البنغالية |
| 1976 |              | كنعان ديفي                                      | · السينما البنغالية                     | صرحت كنعان ديفي بأنها "السيدة الأولى للسينما البنغالية"، ظهرت لأول مرة في الأفلام الصامتة في عشرينيات القرن العشرين. كما غنت أغاني للمؤلف روبندرونات طاغور، وعملت مع شركتها شريماتي بيكتشرز. |
| 1977 | لا توجد صورة | نيتين بوس                                       | · السينما البنغالية · بوليوود           | هو مصور سينمائي ومخرج وكاتب سيناريو هندي، يعد أول من قدم غناء البلاي باك في السينما الهندية عام 1935 من خلال فيلمه البنغالي Bhagya Chakra وفيلمه الهندي المقتبس Dhoop Chhaon. |
| 1978 | لا توجد صورة | ريشاند بورال                                    | · السينما البنغالية · بوليوود           | كان مخرج موسيقى وأحد رواد موسيقى الأفلام الهندية، قدم بالتعاون مع المخرج نيتين بوس نظام غناء البلاي باك في السينما الهندية. |
| 1979 |              | سهراب مودي                                      | · بوليوود                               | هو ممثل وصانع أفلام، ينسب إليه إحضار كلاسيكيات وليم شكسبير إلى السينما الهندية. |
| 1980 |              | بايدي جاياراج                                   | · سينما تيلوجو · بوليوود                | هو ممثل ومخرج أفلام هندي عرف أكثر بأدائه للشخصيات التاريخية الهندية كما شارك في تأسيس جوائز فيلم فير. |
| 1981 |              | نوشاد                                           | · بوليوود                               | هو مخرج موسيقى بدأ لأول مرة مع فيلم بريم ناجار عام 1940، كما يعود له الفضل في إدخال تقنية مزج الصوت إلى السينما الهندية. |
| 1982 | لا توجد صورة | ال في براساد                                    | · سينما التيلغو · سينما تاميلية · هندية | يتميز الممثل والمخرج والمنتج ال في براساد بكونه أول من ممثل في أول ثلاث أفلام ناطقة صدرت عام 1931 وأنتجت بثلاث لغات وهي: عالم ارا باللغة الهندية، كاليداس باللغة التاميلية وبهاكتا براهلادا باللغة التيلوغوية. في عام 1965 أسس استوديوهات براساد ثم مختبر الألوان السينمائي عام 1976. وقد أنتجت استوديوهات براساد أكثر من 150 فيلمًا بمختلف اللغات الهندية.                       |
| 1983 |              | دورغا خوت                                       | · بوليوود · سينما ماراثية               | تعد دورغا خوت رائدة بين النساء في السينما الهندية كما تعد أول ممثلة مثلث في أول فيلم ناطق باللغة الماراثية وهو فيلم "أيوديهاشا راجا" عام 1932. بقضل شركتي الإنتاج "Fact Films" و "دورغا خوت للإنتاج" اللذان أنشأتهما خوت تمكنت من إنتاج الأفلام القصيرة والثائقية ومواكبة الهيمنة الذكورية.                                                                                      |
| 1984 |              | ساتياجيت راي                                    | · السينما البنغالية                     | أخرج أول أفلامه عام 1955 بعنوان Pather Panchali يُنسب إلى مخرج الأفلام راي اعتراف العالم بالسينما الهندية. |
| 1985 | لا توجد صورة | راجارام فانكودري شانتارام                       | · سينما ماراثية · بوليوود               | أنتج الممثل والمخرج السينمائي راجارام فانكودري شانتارام أول فيلم هندي ملون بعنوان Sairandhri عام 1931. كما أنتج وأخرج أول فيلم ناطق باللغة الماراثية بعنوان أيوديهاشا راجا عام 1932 طيلة مسيرته الفنية أخرج حوالي 100 فيلم على مدار 50 عامًا. |
| 1986 | لا توجد صورة | بوميرديدي ناجي ريدي                             | · سينما التيلغو                         | أنتج ريدي أكثر من 50 فيلمًا، وبدءًا من عام 1950 أسس استوديوهات فيجايا فوهيني التي كانت في ذلك الوقت أكبر استوديو للأفلام في آسيا. |
| 1987 |              | راج كابور                                       | · بوليوود                               | يلقب الممثل والمخرج السينمائي كابور في كثير من الاحيان "برجل العرض"، كما تم تصنيف أدائه في الفيلم الهندي المتشرد لعام 1951 كواحد من أفضل عشر عروض على الإطلاق من قبل مجلة تايم في عام 2010. |
| 1988 |              | اشوك كومار                                      | · بوليوود                               | يعرف باسم "دادموني" أي (الرجل العجوز الكبير)، بدأ كومار مسيرته الفنية في فيلم Bandhan عام 1940 ثم فيلم Achhut Kannya عام 1936 ثم Kismet عام 1943 الذي يعد أول بلوك باستر في قائمة أعلى الأفلام الهندية ربحا. |
| 1989 |              | لاتا مانغيشكار                                  | · سينما ماراثية · بوليوود               | تلقب "بالعندليب الهندي"، بدأت المغنية الشهيرة لاتا مانغيشكار مسيرتها المهنية في الأربعينيات من القرن الماضي، حيث قامت بأداء العديد من الأغاني بأكثر من 36 لغة. |
| 1990 |              | اكينيني ناغيسوارا راو                           | · سينما تيلوجو                          | يعد الممثل اكينيني ناغيسوارا راو علامة بارزة في سينما تيلوجو بأكثر من 250 فيلمًا، معظمها بلغة التيلجو. |
| 1991 | لا توجد صورة | بهالجي بيندهاركار                               | · سينما ماراثية                         | بدأ صانع الأفلام بيندهاركار مسيرته المهنية في العشرينات من القرن الماضي منتجا لأكثر من 60 فيلمًا ماراثيا وثمانية أفلام هندية. كما حاز على إشادة واسعة بسبب الروايات التاريخية والاجتماعية التي تصورها أفلامه. |
| 1992 |              | بهوبن هزاريكا                                   | · سينما الأسامية                        | يلقب هزاريكا "بشاعر براهمابوترا"، ويشتهر بأغانيه الشعبية والفولكلورية في اللغة الأسامية. |
| 1993 | لا توجد صورة | مجروه سلطانبوري                                 | · بوليوود                               | خلال مسيرته الفنية كتب الشاعر الغنائي سلطانبوري حوالي 8000 أغنية لأكثر من 350 فيلما هنديا. |
| 1994 |              | ديليب كومار                                     | · بوليوود                               | يلقب ب"ملك المأساة" عمل ديليب كومار في أكثر من 60 فيلما هنديا خلال مسيرة امتدت على مدى ستة عقود. |
| 1995 | لا توجد صورة | راجكومار                                        | · سينما الكانادا                        | امتدت مسيرته لأكثر من 45 عامًا، عمل خلالها راجكومار في أكثر من 200 فيلم باللغة الكانادية كما حاز أيضًا على جائزة السينما الوطنية لأفضل مغني بلاي باك عام 1992. |
| 1996 |              | سيفاجي غانسان                                   | سينما تاميلية                           | ظهر سيفاجي غانسان لأول مرة كممثل في فيلم Parasakthi عام 1952 ليواصل الظهور في أكثر من 300 فيلم. اشتهر ب "صوته المعبّر والمرن". |
| 1997 | لا توجد صورة | كافي براديب                                     | · بوليوود                               | اشتهر كاتب الكلمات براديب بأغانيه الوطنية أبرزها (يا. شعب بلدي) "Aye Mere Watan Ke Logo"، كما كتب حوالي 1700 أغنية وترانيم وقصائد وطنية، منها كلمات لأكثر من 80 فيلمًا هنديًا. |
| 1998 |              | بالديف راج تشوبرا                               | · بوليوود                               | اشتهر صانع الأفلام بالديف راج تشوبرا بإخراجه لأفلام مثل "Naya Daur" عام 1957 و "Hamraaz" عام 1967، بالإضاقة للمسلسلات التلفزيونية أبرزها مسلسل ماهابهارات المقتبس من ملحمة مهابهاراتا للأدب الهندوسي. كما أنشأ شركة إنتاجه الخاصة "بي ار فيلم" عام 1956. |
| 1999 | لا توجد صورة | هريشيكيش موكرجي                                 | · بوليوود                               | أخرج المخرج السينمائي هريشيكيش موكرجي 45 فيلماً هندياً، كما يعود له الفضل في إبراز "السينما الوسطية" الشعبية من خلال أفلام مثل "أنورادها"1960، "أناند" 1971 و "غول مال" 1979. |
| 2000 |              | آشا بهوسل                                       | · سينما ماراثية · بوليوود               | شكلت رفقة شقيقتها الكبرى لاتا مانغيشكار أسطورتي الغناء الهندي بدأت بهوسل مسيرتها الغنائية في عام 1948. سجلت في موسوعة غينيس للأرقام القياسية بأنها "أكثر الفنانين المسجلين في تاريخ الموسيقى" بتسجيلها ل12000 أغنية. |
| 2001 |              | ياش تشوبرا                                      | · بوليوود                               | يعد ياش تشوبرا أشهر مخرج في الهند ب22 فيلما هنديا. كما تعد مؤسسته ياش راج فيلم أضخم وأعرق شركة إنتاج في الهند استطاعت اطلاق عدة نجوم للسينما في بوليوود. |
| 2002 |              | ديف أناند                                       | · بوليوود                               | يعد أناند ممثلا ومخرجا ومؤسسا لشركة Navketan Films سنة 1949 والتي أنتجت 35 فيلماً. يلقب ديف أناند على نطاق واسع بأنه "نجم الخضرة الدائم في السينما الهندية",. |
| 2003 |              | مرينال سين                                      | · السينما البنغالية                     | يعد مرينال سين واحداً من "أهم صانعي الأفلام في الهند", كان أول أفلامه كمخرج الفيلم البنغالي "رات بهور" عام 1955. أنتج خلال مسيرته المهنية 27 فيلماً خلال 50 عامًا. |
| 2004 |              | أدور غوبالاكريشنان                              | · سينما المالايالامية                   | حصل غوبالاكريشنان على جائزة السينما الوطنية لأفضل مخرج عن فيلمه الأول Swayamvaram عام 1972 والذي حصل على الريادة في الحركة السينمائية الجديدة للسينما المالايالامية "لقدرته على تصوير المشاكل المعقدة بطريقة مبسطة". |
| 2005 |              | شيام بينغال                                     | · بوليوود                               | بدأ بينغال مسيرته من خلال صناعة الأفلام الدعائية. ثم أخرج فيلمه الطويل الأول "أنكور" عام 1973. وقد ركزت أفلامه على المرأة وحقوقها. |
| 2006 | لا توجد صورة | تابان سينها                                     | · السينما البنغالية · بوليوود           | بدأ المخرج تابان سينها عمله الفني لأول مرة في عام 1954 ليقدم أكثر من 40 فيلما روائيا في اللغات البنغالية والهندية والأورية. حيث تناولت معظم أفلامه المشاكل الواقعية التي يواجهها الناس العاديين. |
| 2007 |              | مانا داي                                        | · السينما البنغالية · بوليوود           | أدى المغني داي طيلة مسيرته التي امتدت على مدى خمسة عقود أكثر من 3500 أغنية بمختلف اللغات الهندية. كما ينسب إليه الفضل في "مزج نوع جديد من الموسيقى عبر مزجه للموسيقى الكلاسيكية الهندية مع البوب". |
| 2008 |              | فينكاتا راما كريشنامورثي                        | · بوليوود                               | هو مصور سينمائي عرف بتعاونه مع المخرج غورو دوت في أول فيلم سينمائي هندي له عام 1959 بعنوان Kaagaz Ke Phool. كما اشتهر بتقنيات الإضاءة الخاصة به في فيلمي Pyaasa عام 1957 و"لقطة الإشعاع" في فيلم Kaagaz Ke Phool التي تعد من كلاسيكيات تاريخ الفن ومجال السيلولويد. |
| 2009 | لا توجد صورة | رامانايدو                                       | · سينما تاميلية                         | في مهنة امتدت لأكثر من 50 عاما، أنتج رامانايدو أكثر من 130 فيلما في مختلف اللغات الهندية معظمهما باللغة التيلجو. وهو ما مكنه البروز في موسوعة غينيس للأرقام القياسية لإنتاجه تسع أفلام بتسع لغات هندية مختلفة. |
| 2010 |              | كايلاسام بالاشاندير                             | · سينما التيلغو · سينما تاميلية         | كان صانع أفلام ومسرحي هندي عمل بشكل رئيسي في صناعة أفلام التاميل. أخرج أول أفلامه سنة 1965 بعنوان Neerkumizhi. امتدت مسيرته المهنية على مدى أربعين عاما، أخرج وأنتج من خلال شركة إنتاجه Kavithalayaa Productions التي أنشأها عام 1981 أكثر من 100 فيلم في مختلف اللغات الهندية.                                                                                                  |
| 2011 |              | سوميترا تشاترجي                                 | · السينما البنغالية                     | اشتهر بتعاونه المتكرر مع المخرج ساتياجيت راي، بالإضافة إلى عمله مع عدة مخرجين آخرين مثل مرينال سين وتابان سينها، في مهنة استمرت أكثر من 50 عامًا. |
| 2012 |              | بران                                            | · بوليوود                               | اشتهر الممثل بران بشكل رئيسي ب"أدائه القوي والمقنع" لأدوار الشخصيات الخسيسة في الأفلام الهندية خلال فترة امتدت لأكثر من 50 سنة |
| 2013 |              | غولزار                                          | · بوليوود                               | بدأ غولزار مسيرته المهنية كشاعر غنائي في فيلم Bandini سنة 1963 ثم ظهر لأول مرة كمخرج في فيلم Mere Apne سنة 1971. اشتهر بتعاونه الناجح مع مديري الموسيقى مثل آر. دي. بورمان وأي.أر. رحمان، خلال مسيرته فاز غولزار بالعديد من الجوائز عن أغانيه المتعددة في مهنة امتدت لأكثر من 50 عامًا.                                                                                           |
| 2014 |              | شاشي كابور                                      | · بوليوود                               | فاز كابور بجائزتين من جوائز السينما الوطنية بما في ذلك أفضل ممثل عن فيلم New Delhi Times عام 1985، حيث ظهر لأول مرة كممثل طفل في سن الرابعة في المسرحيات التي أخرجها والده بريثفيراج كابور ثم لاحقاً كممثل بطل في فيلم Dharmputra عام 1961. في عام 1978، أنشأ كابور دار إنتاجه السينمائي "Valas" ولعب دورًا كبيرًا في إحياء مجموعة مسرح بريثفي، التي أنشأها والده.                  |
| 2015 |              | مانوج كومار                                     | · بوليوود                               | اشتهر كومار بأدوار البطل القومي، حيث يلقب الممثل والمخرج هندي كومار في الهند باسم "بهارات كومار". |
| 2016 | لا توجد صورة | كازيناثوني فيزواناث                             | · سينما تيلوجو                          | بدأ "فيزواناث" مسيرته الفنية في التسجيل الصوتي. قيل أن يطبع بصمته الفنية على مدى ستين سنة أخرج خلالها خمسين فيلما روائيا في مختلف الأنواع الفنية، بما في ذلك الأفلام القائمة على الفنون المسرحية والفنون البصرية والجماليات. ما مكنه الحصول على خمس جوائز وطنية للأفلام، وتقدير دولي لأعماله.                                                                                    |
| 2017 |              | فينود خانا                                      | · بوليوود                               | عرف خانا في المقام الأول كممثل في الأفلام الهندية خلال السبعينيات. ثم أخذ استراحة قصيرة من السينما (1982-1987) قبل أن ينضم إلى المجال السياسي في عام 1997. |
| 2018 |              | أميتاب باتشان                                   | · بوليوود                               | ظهر لأول مرة في في الفلم سات هندوستاني عام 1969، وغالبا ما يعرف باتشان بصوته الباريتون الفريد وتميزه في مجال التمثيل. يلقب باسم "شاه بوليوود"، ظهر باتشان في أكثر من 200 فيلما هنديا في مهنة امتدت ما يقرب من خمسة عقود. يعتبر أحد أعظم الممثلين وأكثرهم تأثيراً في تاريخ السينما الهندية وكذلك السينما العالمية، إلى حد وصف المخرج الفرنسي فرانسوا تروفو بأنه "صناعة رجل واحد".. |
| 2019 |              | راجنيكانث                                       | · سينما تاميلية                         | هو ممثل ومنتج وكاتب سيناريو هندي يعمل بشكل رئيسي في السينما التاميلية حيث يعتبر نجما، ظهر لأول مرة في عام Apoorva Raagangal من خلال فيلم 1975، حصل على عدة جوائز وأوسمة منها وسام بادما بوشان في عام 2000 وبادما فيبهوشان في عام 2016 من الحكومة الهندية. حصل على الجائزة عام 2019، لكنها أجلت بسبب جائحة فيروس كورونا إلى عام 2021                                              |

### بيبليوغرافيا
- Gulzar؛ Nihalani، Govind؛ Chatterjee، Saibal، المحررون (2003). Encyclopaedia of Hindi Cinema. Popular Prakashan. ISBN:978-81-7991-066-5. مؤرشف من الأصل في 2020-08-30.

### مزيد للقراءة
- Ramēś، Be. Gō (2009). Recipients of Dadasaheb Phalke Award. Pavai Publications. ISBN:978-81-7735-745-5. مؤرشف من الأصل في 2014-07-08.